# SMS Weißenburg
SMS Weißenburg byla jednou z prvních zaoceánských bitevních lodí německého císařského námořnictva. Šlo o třetí jednotku predreadnoughtů třídy Brandenburg, do které patřily i její sesterské lodě SMS Brandenburg, SMS Kurfürst Friedrich Wilhelm a SMS Wörth. Bitevní lodě třídy Brandenburg byly pro svou dobu jedinečné tím, že nesly šest děl velké ráže ve třech věžích po dvou, na rozdíl od čtyř ve dvou věžích, jak to bylo standardem u jiných námořnictev.

## Stavba

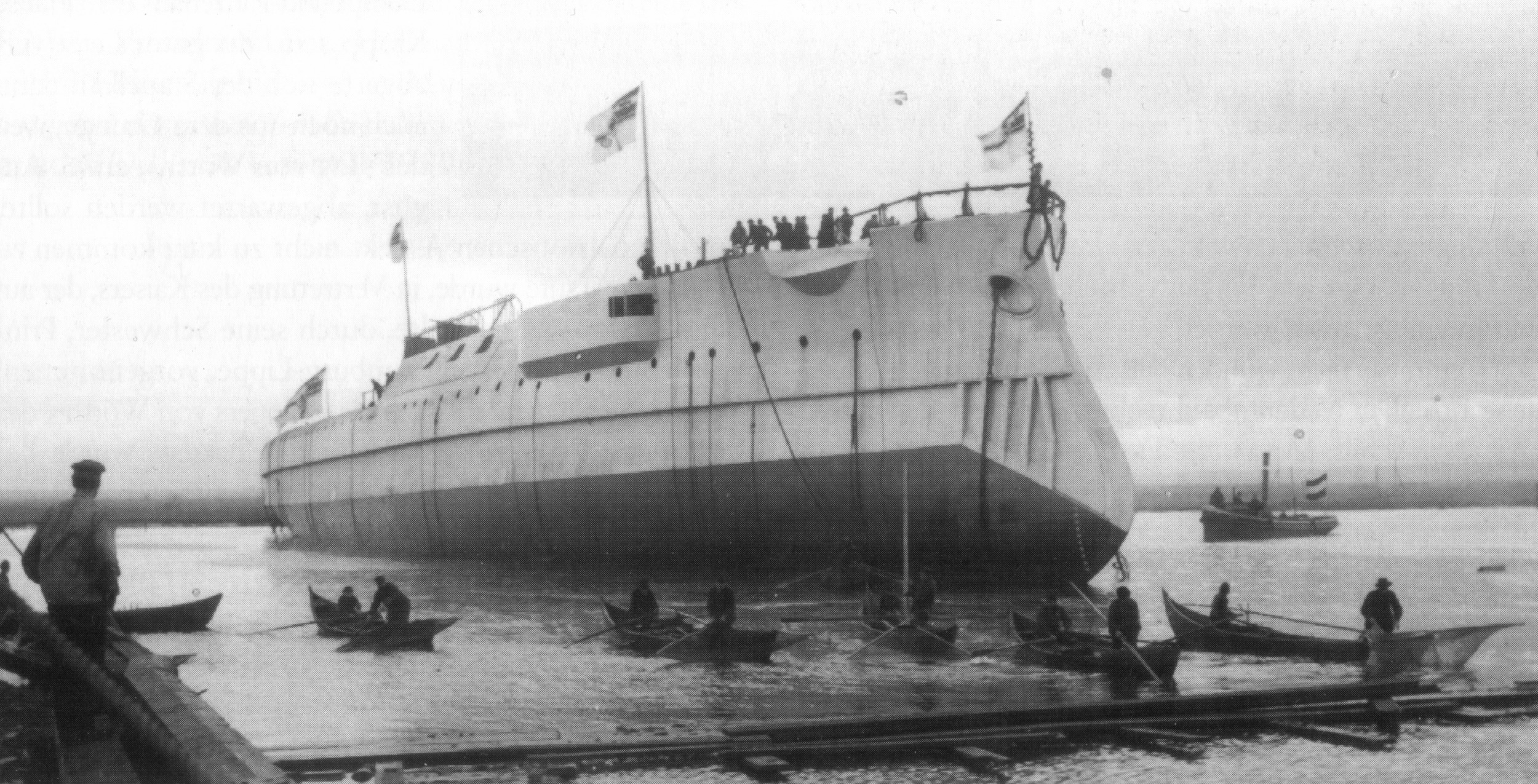
SMS Weißenburg během spuštění na vodu

Stavba lodi Weißenburg byla zahájena v roce 1890 v loděnici AG Vulcan ve Štětíně, spuštěna na vodu byla v roce 1891 a dokončena v roce 1894.

## Služba

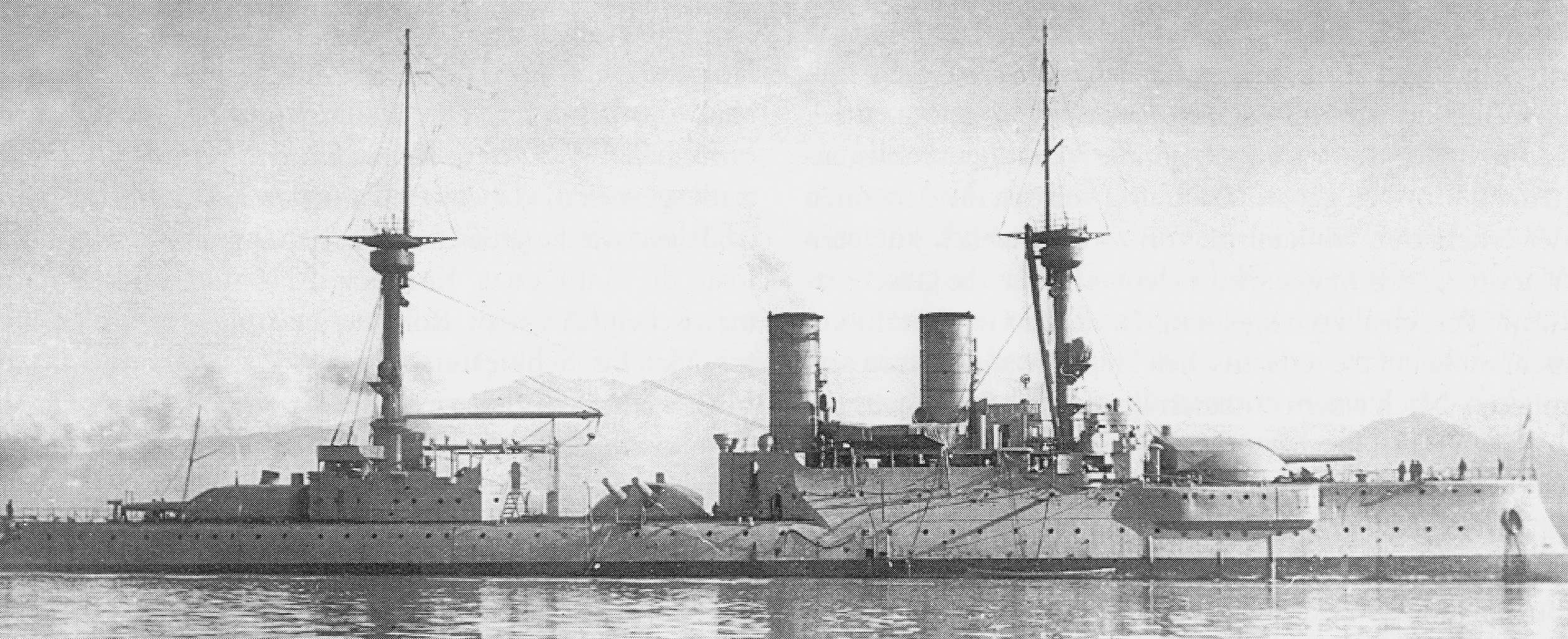
Turgut Reis v roce 1915

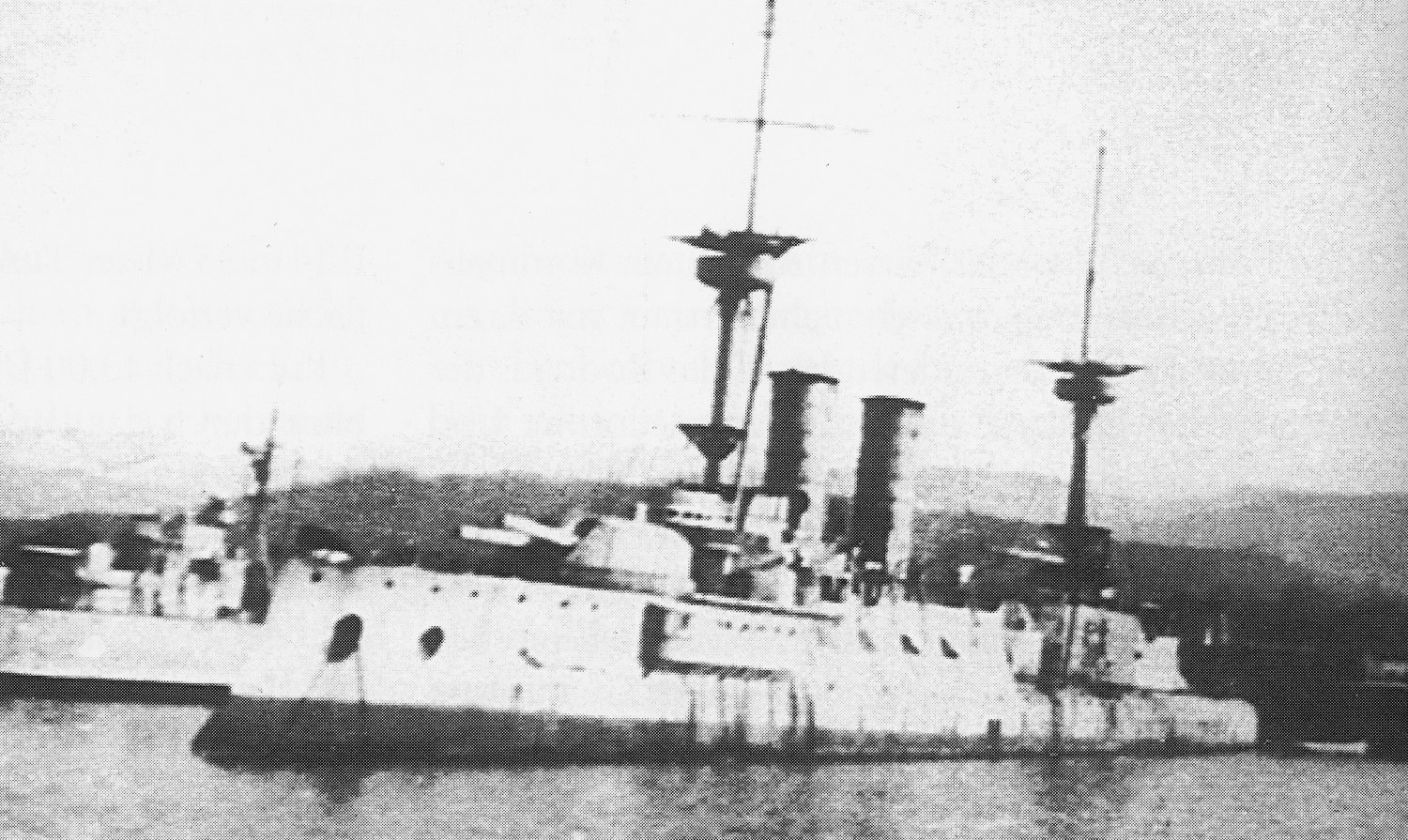
Turgut Reis ve 30. letech 20. století

Během prvních deseti let sloužil Weißenburg u I. divize floty. Toto období bylo omezeno na cvičení a návštěvy v zahraničních přístavech. Nicméně tyto manévry byly velmi důležité pro rozvoj německé námořní doktríny ve dvou desetiletích před první světovou válkou, zejména pod vedením Alfreda von Tirpitz. Spolu se třemi sesterskými loděmi za toto období zažila pouze jedno velké zámořské nasazení, a to v Číně v letech 1900–1901 během boxerského povstání. V letech 1904–1905 prošla zásadní modernizací.
V roce 1910 byl Weißenburg prodán Osmanské říši a přejmenován na Turgut Reis po slavném tureckém admirálovi ze 16. století. Během balkánských válek zažil těžkou službu a poskytoval hlavně dělostřeleckou podporu osmanským pozemním silám. Zúčastnil se také dvou námořních střetnutí s řeckým námořnictvem - bitvy u Elli v prosinci 1912 a bitvy u Lemnosu následující měsíc. Obě bitvy znamenaly porážku osmanského námořnictva. Poté, co Osmanská říše vstoupila do první světové války, bránil do poloviny roku 1915 pevnosti chránící Dardanely. Od srpna 1915 byl až do konce války mimo službu. Od roku 1924 do roku 1933 sloužil jako cvičná loď a jako plovoucí kasárna až do roku 1950, kdy byl prodán do šrotu.